# Escuela Andaluza de Salud Pública
La Escuela Andaluza de Salud Pública (EASP) es una institución pública que desarrolla actividades de formación, investigación y consultoría para la mejora de la salud y el bienestar y la gestión de los servicios sociales y sanitarios. Se encuentra localizada en Granada y está adscrita a la Consejería de Salud y Familias de la Junta de Andalucía. Su ámbito geográfico de actividad abarca Andalucía, otras comunidades autónomas, países de Europa y América Latina.
- La Institución es centro colaborador de la Organización Mundial de la Salud (OMS) en Sistemas Integrados de Salud con énfasis en la Atención Primaria. Y participa en las principales asociaciones internacionales de salud pública y de gestión sanitaria: EHMA (European Health Management Association), ASPHER (Association of Schools of Public Health in the European Region), EUPHA /European Union Public Health Association), entre otras.

- Desde 1988 existe un acuerdo con la Universidad de Granada por el que esta reconoce como cursos propios Máster y Expertos impartidos por la EASP. Gran número de instituciones y universidades nacionales y de otros países mantienen también convenios de colaboración con la EASP.

- La EASP desarrolla su actividad para el sistema sanitario y social público de Andalucía, otras consejerías y servicios autonómicos de salud, igualdad y bienestar, el Ministerio de Sanidad, Servicios Sociales e Igualdad; así como centros e instituciones sanitarias públicas y privadas, incluidas organizaciones profesionales y de la sociedad civil. La EASP también desarrolla proyectos a nivel europeo e internacional; con financiación de la Unión Europea, la OMS/OPS y de organizaciones multilaterales / bilaterales o instituciones nacionales.